# 56è Festival Internacional de Cinema de Canes
El 56è Festival Internacional de Cinema de Canes es va dur a terme del 14 al 25 de maig de 2003. El director d'òpera i teatre francès, actor i productor Patrice Chéreau va ser President del Jurat. La Palma d'Or fou atorgada a la pel·lícula estatunidenca Elephant de Gus Van Sant basat en la massacre de Columbine.
El festival va obrir amb Fanfan la Tulipe, dirigida per Gérard Krawczyk i va tancar amb Charlie: The Life and Art of Charles Chaplin, dirigida per Richard Schickel. Monica Bellucci fou la mestressa de cerimònies.

## Jurat

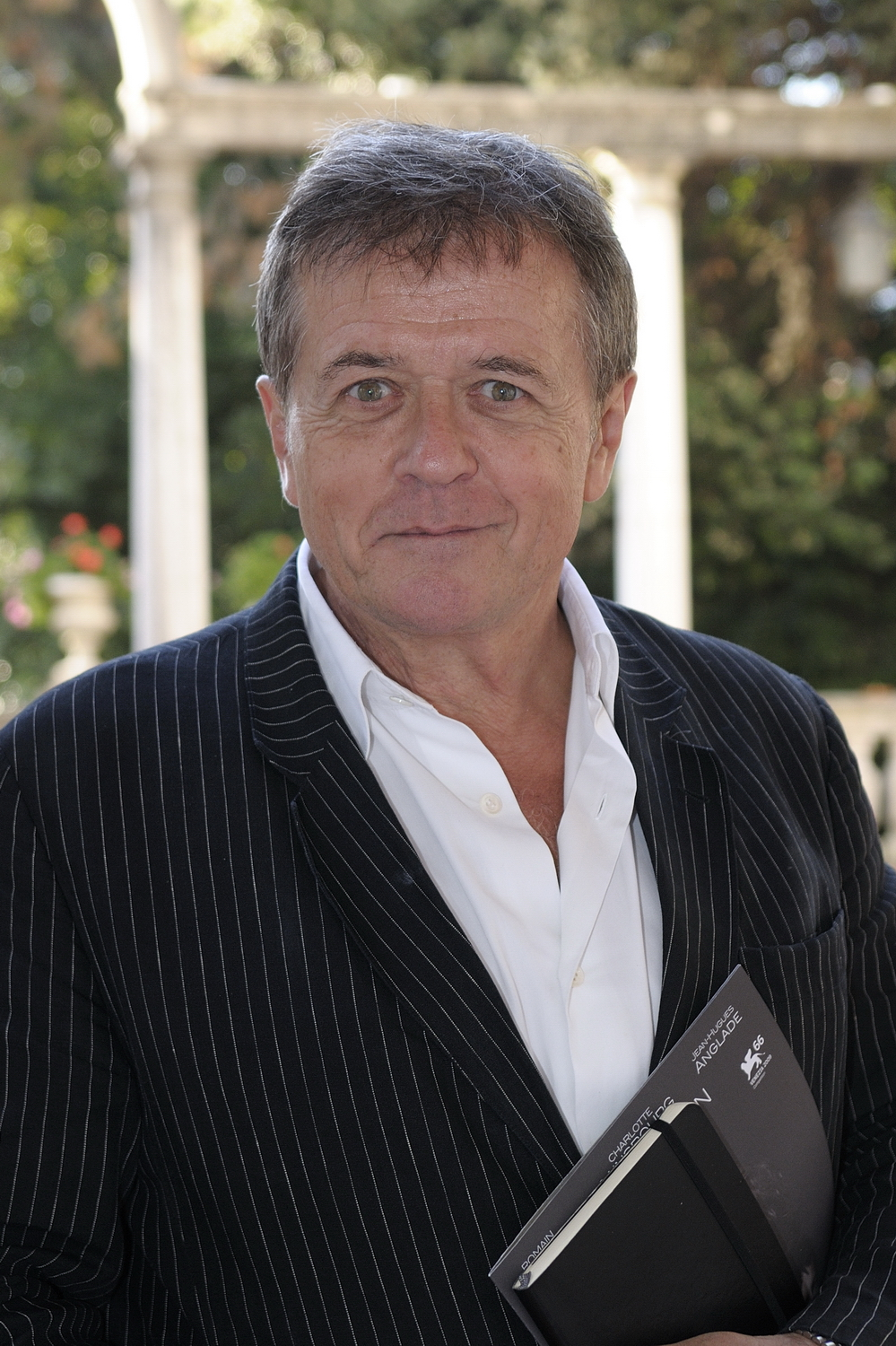
Patrice Chéreau, President del jurat

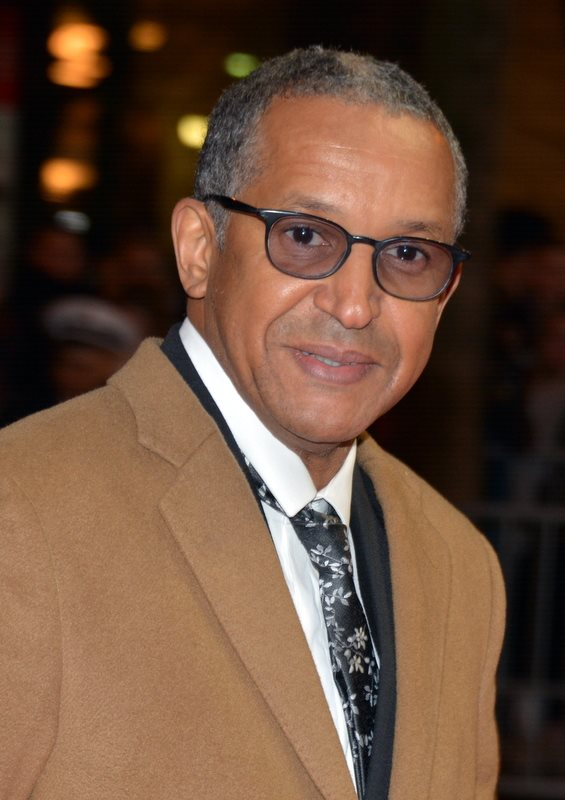
Abderrahmane Sissako president del jurat Un Cretain Regard

### Competició principal
Les següents persones foren nomenades per formar part del jurat de la competició principal en l'edició de 2003:
- Patrice Chéreau (França), President
- Aishwarya Rai (Índia)
- Meg Ryan (Estats Units)
- Karin Viard (França)
- Erri De Luca (Itàlia)
- Jean Rochefort (França)
- Steven Soderbergh (Estats Units)
- Danis Tanović (Bòsnia)
- Jiang Wen (Xina)

### Un Certain Regard
Les següents persones foren nomenades per formar part del jurat de la secció Un Certain Regard de 2003:
- Abderrahmane Sissako (director) (Mauritània) President
- Alexis Campion
- Christine Masson
- Geoff Andrew
- Jannike Ahlund
- Pierre Todeschini

### Cinéfondation i curtmetratges
Les següents persones foren nomenades per formar part del jurat de la secció Cinéfondation i de la competició de curtmetratges:
- Emir Kusturica (director) (Sèrbia) President
- Ingeborga Dapkunaite (actriu) (Lituània)
- Mary Lea Bandy (director de Patrimoni Al Moma) (Estats Units)
- Michel Ocelot (director) (França)
- Zabou Breitman (actriu, director) (França)

### Càmera d'Or
Les següents persones foren nomenades per formar part del jurat de la Càmera d'Or de 2003:
- Wim Wenders (director) (Alemanya)
- Agnès Godard (cineasta) (França)
- Alain Champetier (Representant d'indústries tècniques) (França)
- Bernard Uhlmann (cinèfil) (Suïssa)
- Christian Vincent (director) (França)
- Claude Makovski (cinèfil) (França)
- Géraldine d'Haen (secretari del jurat) (França)
- Gian Luca Farinelli (cinèfil) (Itàlia)
- Laurent Aknin (critic) (França)

Els membres del Jurat de la competició oficial de 2003
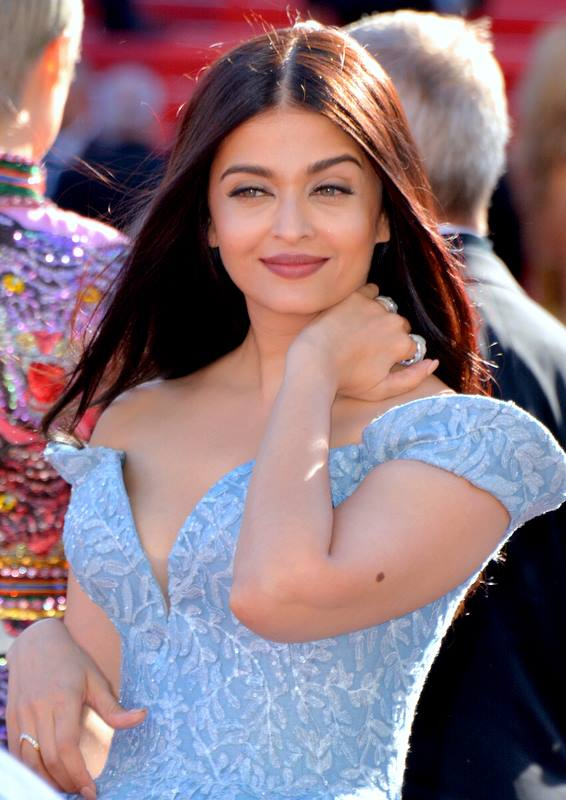
Aishwarya Rai
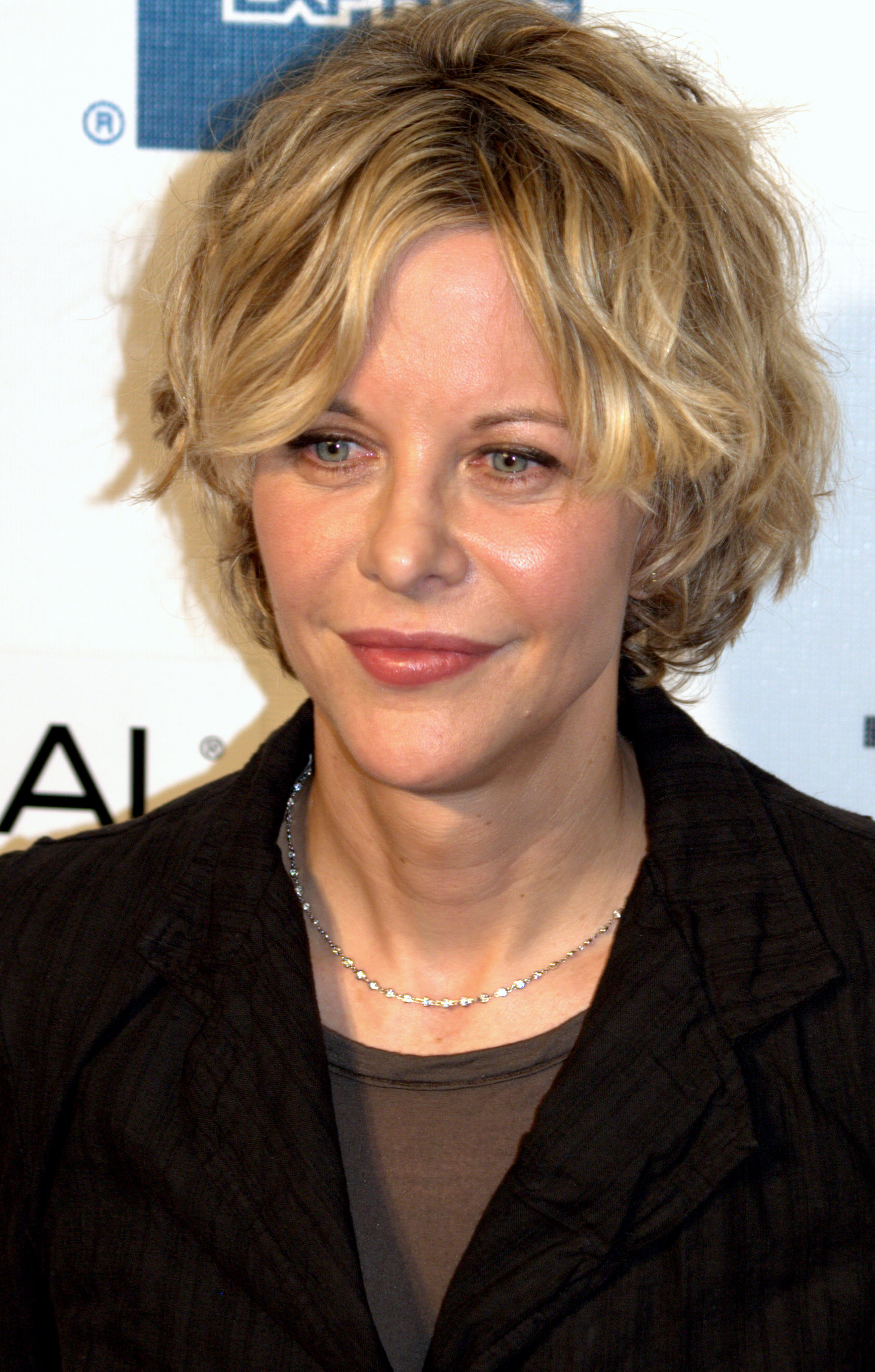
Meg Ryan
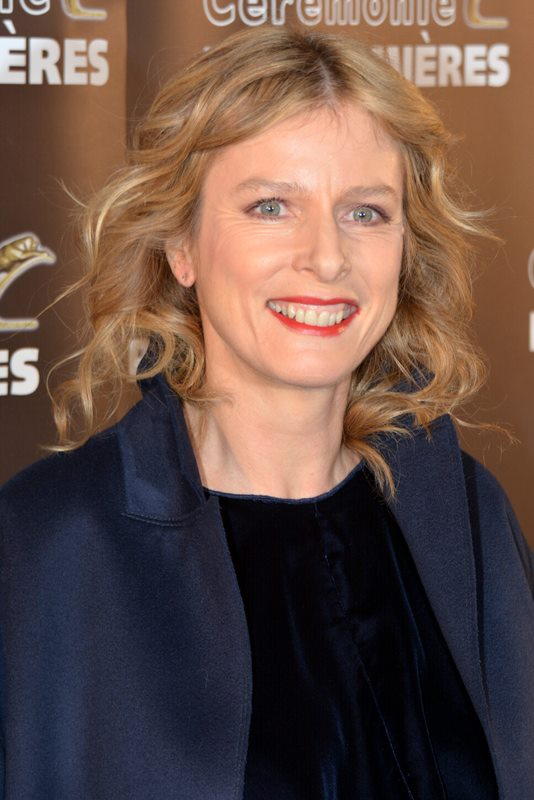
Karin Viard
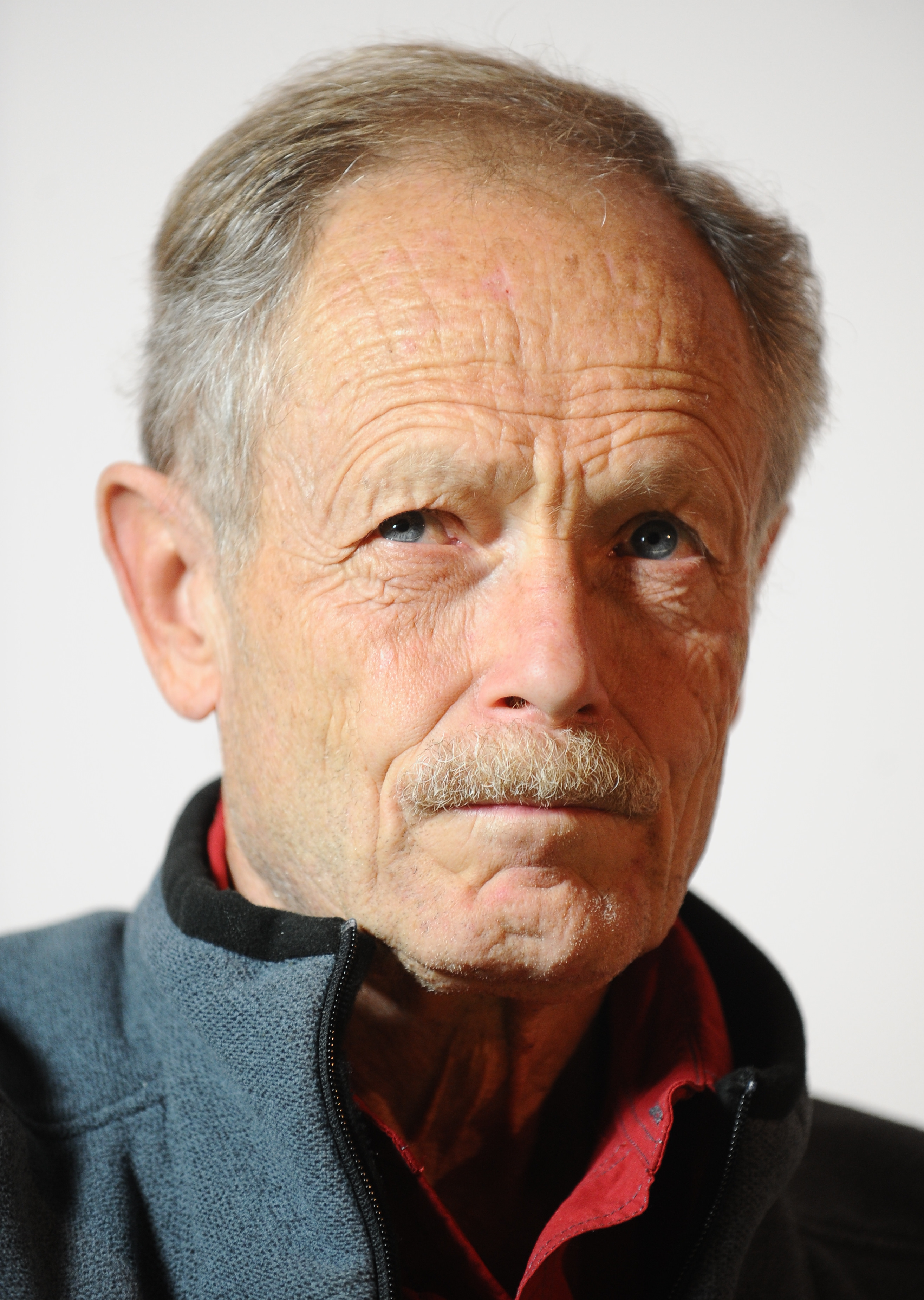
Erri De Luca
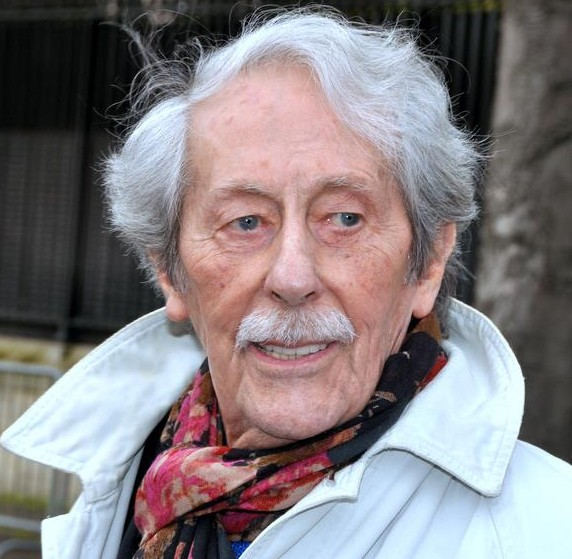
Jean Rochefort
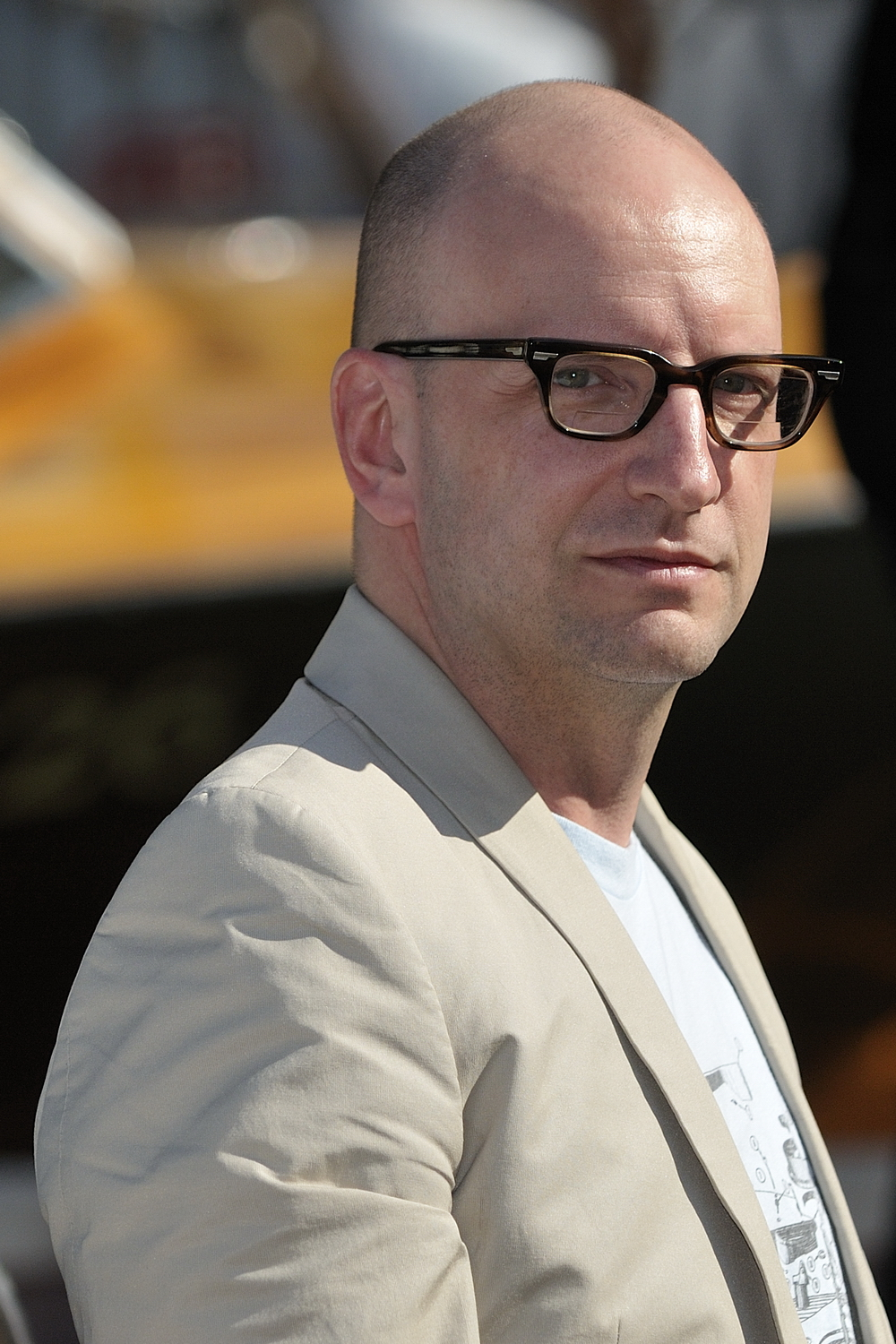
Steven Soderbergh
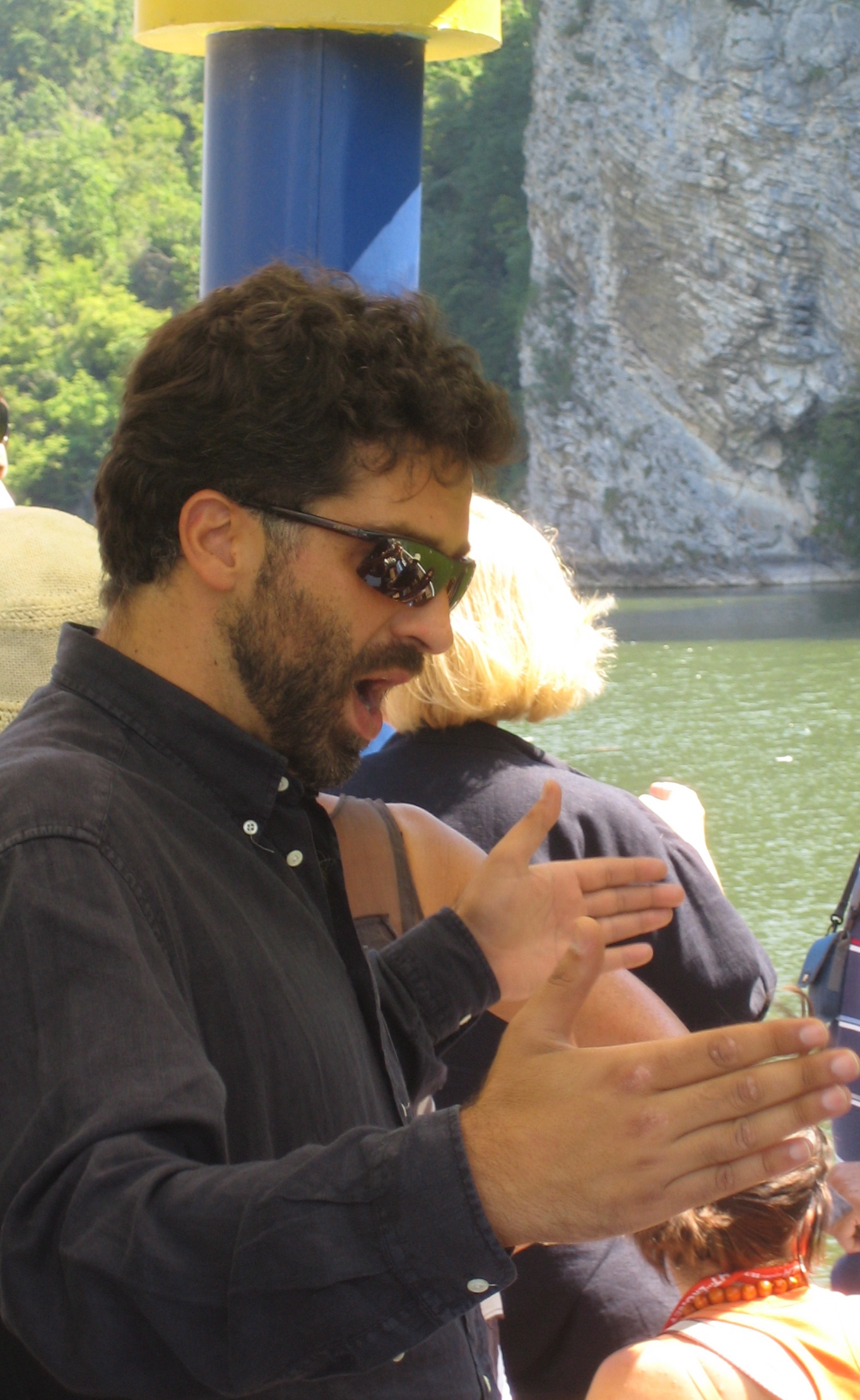
Danis Tanović
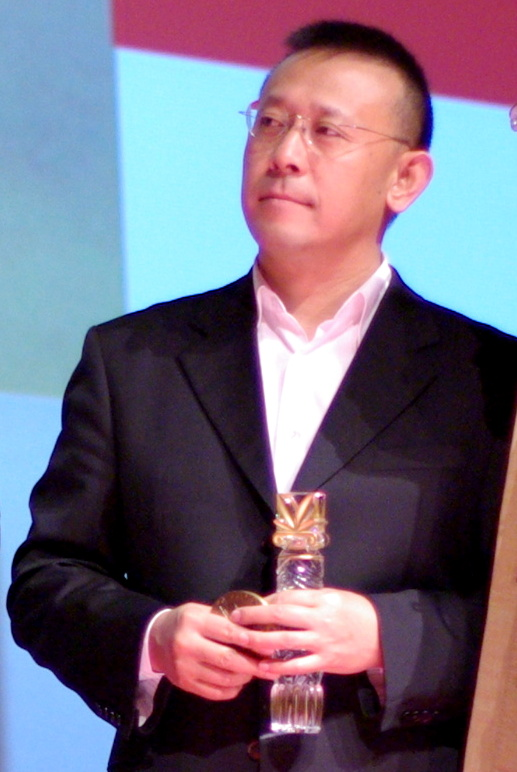
Jiang Wen

## Selecció oficial

### En competició – pel·lícules
Les següents pel·lícules competiren per la Palma d'Or:
- Panj é asr de Samira Makhmalbaf
- Les Invasions barbares de Denys Arcand
- Akarui mirai de Kiyoshi Kurosawa
- The Brown Bunny de Vincent Gallo
- Carandiru d'Héctor Babenco
- Les Côtelettes de Bertrand Blier
- Dogville de Lars von Trier
- Elephant de Gus Van Sant
- Otets i sin d'Alexander Sokurov
- Il cuore altrove de Pupi Avati
- La Petite Lili de Claude Miller
- Mystic River de Clint Eastwood
- Zǐ Húdié de Lou Ye
- Sharasojyu de Naomi Kawase
- Les égarés d'André Téchiné
- Swimming Pool de François Ozon
- Ce jour-là de Raúl Ruiz
- The Tulse Luper Suitcases, Part 1: The Moab Story de Peter Greenaway
- Tiresia de Bertrand Bonello
- Uzak de Nuri Bilge Ceylan

### Un Certain Regard
Les següents pel·lícules foren seleccionades per competir a Un Certain Regard:
- All Tomorrow's Parties de Yu Lik-wai
- American Splendor de Shari Springer Berman, Robert Pulcini
- La meglio gioventù de Marco Tullio Giordana
- Talaye Sorkh de Jafar Panahi
- Drifters de Wang Xiaoshuai
- Japanese Story de Sue Brooks
- Kiss of Life d'Emily Young
- En jouant 'Dans la compagnie des hommes d'Arnaud Desplechin
- Lu bin xun piao liu ji de Lin Cheng-sheng
- September de Max Färberböck
- Soldados de Salamina de David Trueba
- La cruz del sur de Pablo Reyero
- Stormviðri de Sólveig Anspach
- Arimpara de Murali Nair
- Struggle de Ruth Mader
- Mille mois de Faouzi Bensaïdi
- Hoy y mañana de Alejandro Chomski
- Les mans buides de Marc Recha
- Young Adam de David Mackenzie

### Pel·lícules fora de competició
Les següents pel·lícules foren seleccionades per ser projectades fora de competició:
- The Blue Light de Yukio Ninagawa
- Charlie: The Life and Art of Charles Chaplin de Richard Schickel
- Claude Sautet ou La magie invisible de N. T. Binh
- Vai~E~Vem de João César Monteiro
- Easy Riders, Raging Bulls de Kenneth Bowser
- Fanfan la Tulipe de Gérard Krawczyk
- The Fog of War d'Errol Morris
- Ghosts of the Abyss de James Cameron
- Il grido d'angoscia dell'uccello predatore (20 tagli d'Aprile) de Nanni Moretti
- The Last Customer de Nanni Moretti
- Wekande Walauwa de Lester James Peries
- Les marches etc. (une comédie musicale) de Gilles Jacob
- The Matrix Reloaded de Wachowski brothers
- Modern Times de Charlie Chaplin
- S-21, la machine de mort Khmère rouge de Rithy Panh
- The Soul of a Man de Wim Wenders
- Le Temps du loup de Michael Haneke
- Les Triplettes de Belleville de Sylvain Chomet
- Qui a tué Bambi? de Gilles Marchand

### Cinéfondation
Les següents pel·lícules foren seleccionades per ser projectades a la competició Cinéfondation:
- 19 At 11 de Michael Schwartz
- Am See d'Ulrike von Ribbeck
- Bezi zeko bezi de Pavle Vuckovic
- Dremano oko de Vladimir Perisic
- Fish Never Sleep de Gaëlle Denis
- Five Deep Breaths de Seith Mann
- Free Loaders de Haim Tabakman
- Historia del desierto (curt) de Celia Galan Julve
- Hitokoroshi no ana d'Ikeda Chihiro
- Le pacte de Heidi Maria Faisst
- Like Twenty Impossibles d'Annemarie Jacir
- Mechanika de David Sukup
- Rebeca a esas alturas de Luciana Jauffred Gorostiza
- Stuck de Jeremy Roberts
- The Box Man de Nirvan Mullick
- The Water Fight de Norah McGettigan
- TV City de Alejandra Tomei, Alberto Couceiro
- Empty for Love de Vimukthi Jayasundara
- Wonderful Day de Hyun-Pil Kim
- Zero de Carolina Rivas

### Curtmetratges en competició
Els següents curtmetratges competien per Palma d'Or al millor curtmetratge:
- Cracker Bag de Glendyn Ivin
- L'enfant promis de Marsa Makris
- Fast Film de Virgil Widrich
- La fenêtre ouverte de Philippe Barcinski
- L'homme le plus beau du monde de Alicia Duffy
- L'homme sans tête de Juan Solanas
- Je germe de Esther Rots
- Mon frère aveugle de Sophie Goodhart
- Neige au mois de Novembre de Karolina Jonsson

## Seccions paral·leles

### Setmana Internacional dels Crítics
Els següents llargmetratges van ser seleccionats per ser projectats per a la quaranta-dosena Setmana de la Crítica (42e Semaine de la Critique):
Pel·lícules en competició
- 20H17, Rue Darling de Bernard Edmond (Canadà)
- Deux Fereshté de Mamad Haghighat (Iran)
- Elle est des nôtres de Siegrid Alnoy (França)
- Entre ciclones d'Enrique Colina (Cuba)
- Milwaukee, Minnesota d'Allan Mindel (USA)
- Reconstruction de Christoffer Boe (Dinamarca)
- Depuis qu'Otar est parti... de Julie Bertucelli (França, Bèlgica)

Short film competition
- Belarra de Koldo Almandoz (Espanya)
- Derrière les fagots de Ron Dyens (França)
- Love Is the Law d'Eivind Tolas (Noruega)
- Maste d'Erik Rosenlund (Suècia)
- La Petite Fille de Licia Eminenti (França)
- The Truth About the Head de Dale Heslip (Canadà)
- Turangawaewae de Peter Burger (Nova Zelanda)

Exhibicions especials
- Off the map de Campbell Scott (USA) (pel·lícula d'apertura)
- Camarades de Marin Karmitz (França) (La séance du Parrain)
- Condor : les axes du mal de Rodrigo Vasque (França) (Documental)
- Araki – The Killing of a Japanese Photographer d'Anders Morgenthaller (Dinamarca) (Curtmetratge)
- Good Night (pel·lícula) de Chun Sun-Young (Corea del Sud) (Curtmetratge)
- Nosferatu Tango de Zoltán Horváth (Suïssa, França) (Curtmetratge)
- B.B. & Il Cormorano de Edoardo Gabbriellini (Itàlia) (pel·lícula de clausura)

### Quinzena dels directors
A part dels 16 curtmetratges, les següents pel·lícules foern exhibides en la Quinzena dels directors de 2003 (Quinzaine des Réalizateurs):
- Bright Leaves (doc.) de Ross McElwee (Estats Units, Gran Bretanya)
- Carême de José Álvaro Morais (Portugal)
- La chose publique de Mathieu Amalric (França)
- Les Yeux secs de Narjiss Nejjar (França, Morocco)
- Deep Breath de Parviz Shahbazi (Iran)
- Des plumes dans la tête de Thomas De Thier (Belgium, França)
- Gozu de Takashi Miike (Japó)
- Las horas del día de Jaime Rosales (Espanya)
- Interstella 5555 de Kazuhisa Takenouchi (Japó, França)
- L'Isola de Costanza Quatriglio (Itàlia)
- James' Journey to Jerusalem de Ra'anan Alexandrowicz (Israel)
- Salmer fra Kjøkkenet de Bent Hamer (Estats Units, Noruega)
- Kleine Freiheit de Yüksel Yavuz (Alemanya)
- Les Lionceaux de Claire Doyon (França)
- Filme de amor de Júlio Bressane (Brazil)
- Mike Brant - Laisse moi t'aimer (doc.) de Erez Laufer (França, Israel)
- Le Monde vivant de Eugène Green (França, Belgium)
- The Mother de Roger Michell (Gran Bretanya)
- L'enfance nue de Maurice Pialat (França)
- Niki Ardelean, colonel în rezerva de Lucian Pintilie (Romania, França)
- No pasarán, album souvenir (doc.) de Henri-François Imbert (França)
- Pas de repos pour les braves d'Alain Guiraudie (França, Àustria)
- Osama de Siddiq Barmak (Afganistan, Països Baixos, Japó, Irlanda, Iran)
- Saltimbank de Jean-Claude Biette (França)
- La grande séduction de Jean-François Pouliot (Canadà)
- Le Silence de la forêt de Bassek ba Kobhio, Didier Ouénangaré (Camerun, França)
- Sansa de Siegfried (Espanya, França)
- Les Terres de l'ogre de Sami Kafati (Honduras, França)
- Watermark de Georgina Willis (Austràlia)
- A Mulher que Acreditava ser Presidente dos Estados Unidos da América de João Botelho (Portugal)

## Premis

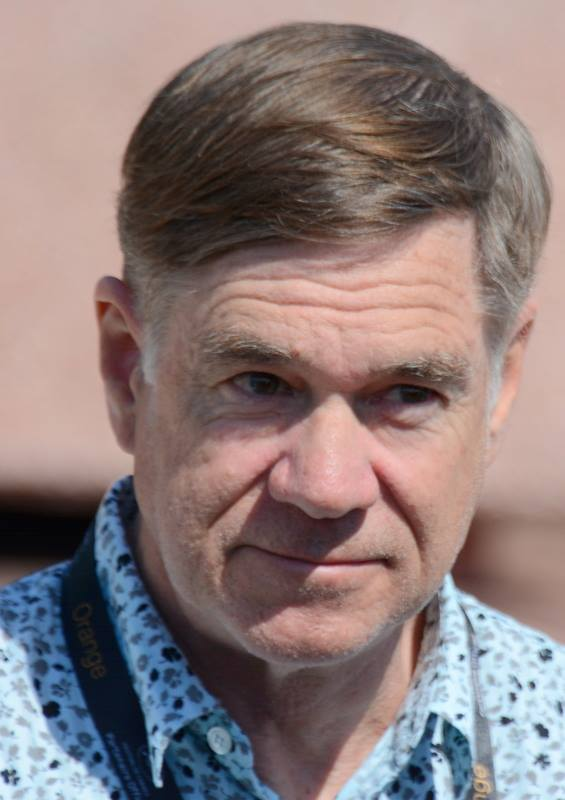
Gus Van Sant, guanyador de la Palma d'Or

### Premis oficials
Els guardonats en les seccions oficials de 2003 foren:
- Palma d'Or: Elephant de Gus Van Sant
- Grand Prix: Uzak de Nuri Bilge Ceylan
- Millor director: Elephant de Gus Van Sant
- Millor guió: Les Invasions barbares de Denys Arcand
- Millor actriu: Marie-Josée Croze per Les Invasions barbares
- Millor actor: Muzaffer Özdemir i Emin Toprak per Uzak
- Premi del Jurat: Panj é asr de Samira Makhmalbaf

Un Certain Regard
- Premi Un Certain Regard: La meglio gioventù de Marco Tullio Giordana
- Premi Le Premier Regard: Mille mois de Faouzi Bensaïdi
- Premi del Jurat Un Certain Regard: Talaye sorkh de Jafar Panahi

Cinéfondation
- Primer premi: Beži zeko beži de Pavle Vučković
- Segon Premi: Historia del desierto de Celia Galan Julve
- Tercer premi: TV City d'Alejandra Tomei i Alberto Couceiro & Rebeca a esas alturas de Luciana Jauffred Gorostiza

Càmera d'Or
- Caméra d'Or: Reconstruction de Christoffer Boe
- Caméra d'Or - Menció especial: Osama de Siddiq Barmak

Curtmetratges
- Palma d'Or al millor curtmetratge: Cracker Bag de Glendyn Ivin
- Premi del Jurat al Curtmetratge: L'homme sans tête de Juan Solanas

### Premis independents
Premis FIPRESCI
- Las horas del día de Jaime Rosales (Quinzena dels Directors)
- Otets i sin d'Alexander Sokurov (En competició)
- American Splendor de Shari Springer Berman, Robert Pulcini (Un Certain Regard)

Premi Vulcan de la Tècnica Artística
- Premi Vulcan: Tom Stern per la fotografia de Mystic River

Jurat Ecumèmic
- Premi del Jurat Ecumèmic: Panj é asr (Panj é asr) de Samira Makhmalbaf

Premi de la Joventut
- Mille mois de Faouzi Bensaïdi

Premis en el marc de la Setmana Internacional de la Crítica
- Gran Premi de la Setmana Internacional de la Crítica: Depuis qu'Otar est parti... de Julie Bertucelli
- Prix de la (Toute) Jeune Critique: Milwaukee, Minnesota d'Allan Mindel
- Premi Canal+: Love Is the Law d'Eivind Tolas
- Premi Kodak al Curtmetratge: The Truth About the Head de Dale Heslip
- Premi dels Joves Crítics – Millor Curt: The Truth About the Head de Dale Heslip
- Premi dels Joves Crítics – Millor Pel·lícula: Milwaukee, Minnesota de Allan Mindel
- Grand Rail d'Or: Depuis qu'Otar est parti... de Julie Bertucelli
- Petit Rail d'Or: Love Is the Law d'Eivind Tolas

Altres premis
- Palma d'Or Honorífica: Jeanne Moreau[15]
- Premi Cinema del Sistema Nacional d'Educació Francès: Elephant de Gus Van Sant
- Golden Coach: Mystic River de Clint Eastwood
- Premi AFCAE: Osama de Siddiq Barmak

Association Prix François Chalais
- Premi François Chalais: S-21, la machine de mort Khmère rouge de Rithy Panh[16]

## Mèdia
- INA: Apertura del festival de 2003 ((francès))
- INA: Llista de guanyadors del festival de 2003 i reaccions ((francès))